# Ostaszewo (obwód nowogrodzki)
Ostaszewo (ros. Осташево) – wieś (dieriewnia) w Rosji, w obwodzie nowogrodzkim, w rejonie moszeńskim. W 2010 liczyła 168 mieszkańców.